# Jung Zseni
Jung Zseni (Berezány, Szovjetunió, 1940. március 25. –) fotóművész, a kortárs portré- és aktfényképezés jelentős alakja. Képei – legyenek bár csendéletek, aktok, tájképek – lírai hangulatúak, érzelmekben gazdagok.

## Élete
Apja fiatalon meghalt a Szovjetunióban, munkatáborban. Édesanyjával és testvéreivel 1947-ben Magyarországra költözött, iskoláit már itt végezte. 1958-ban érettségizett, majd fényképész szakmunkás-bizonyítványt szerzett.
1958 és 1982 között a FÉNYSZÖV-nél volt portréfényképész, ahol – többek között – Angelótól leste el a szakmát. 1983-tól szabadúszó fotóművész, reklám-, épület- és illusztrációs képeket készített. Ez évtől tagja a Magyar Fotoművészek Szövetségének. 1984-től a Sebesvíz Workshop vezetője Eifert Jánossal. Portréin politikusok, a hazai színházi élet jeles alakjai jelennek meg. Színházi portréinak gyűjteményét 2003-ban a Nemzeti Színháznak adományozta. Néhány évig az Ipoly-menti Honton élt. Az Ipoly áradásakor 2010. június 3-án a víz elmosta házát, ezután Balatonalmádiba költözött.

## Könyvei
- Turczi István - Jung Zseni: A nők és a költészet, Budapest, Számalk Kelenföld Kiadó, 1990., 127 oldal, ISBN 9635532229.
- Dr. Bárdi László - Dr. Bázing Zsuzsanna - Dr. Forrai Judit - Dr. Vajda Mária - Jung Zseni: Az erotika nagylexikona, Budapest-Pécs, Dialóg Campus Kiadó, 2002, 519 oldal, ISBN 9639310794.
- Jung Zseni - Szél Ágnes: Gyöngyfüzér az anyaságról, Budapest, 2003. Medicina Könyvkiadó, 136 oldal, ISBN 9632438965.
- Jung Zseni: A nő égi mása, Budapest, Panoráma Kiadó, 2003, 67 oldal, ISBN 9632438957.
- Jung Zseni: Ölelés, Budapest,  Medicina Könyvkiadó, 2005., 80 oldal, ISBN 9789632260068.
- Jung Zseni: A négy évszak - Fotóalbum,  Medicina Könyvkiadó, 2008., ISBN 978 963 226 1942